# Ferves

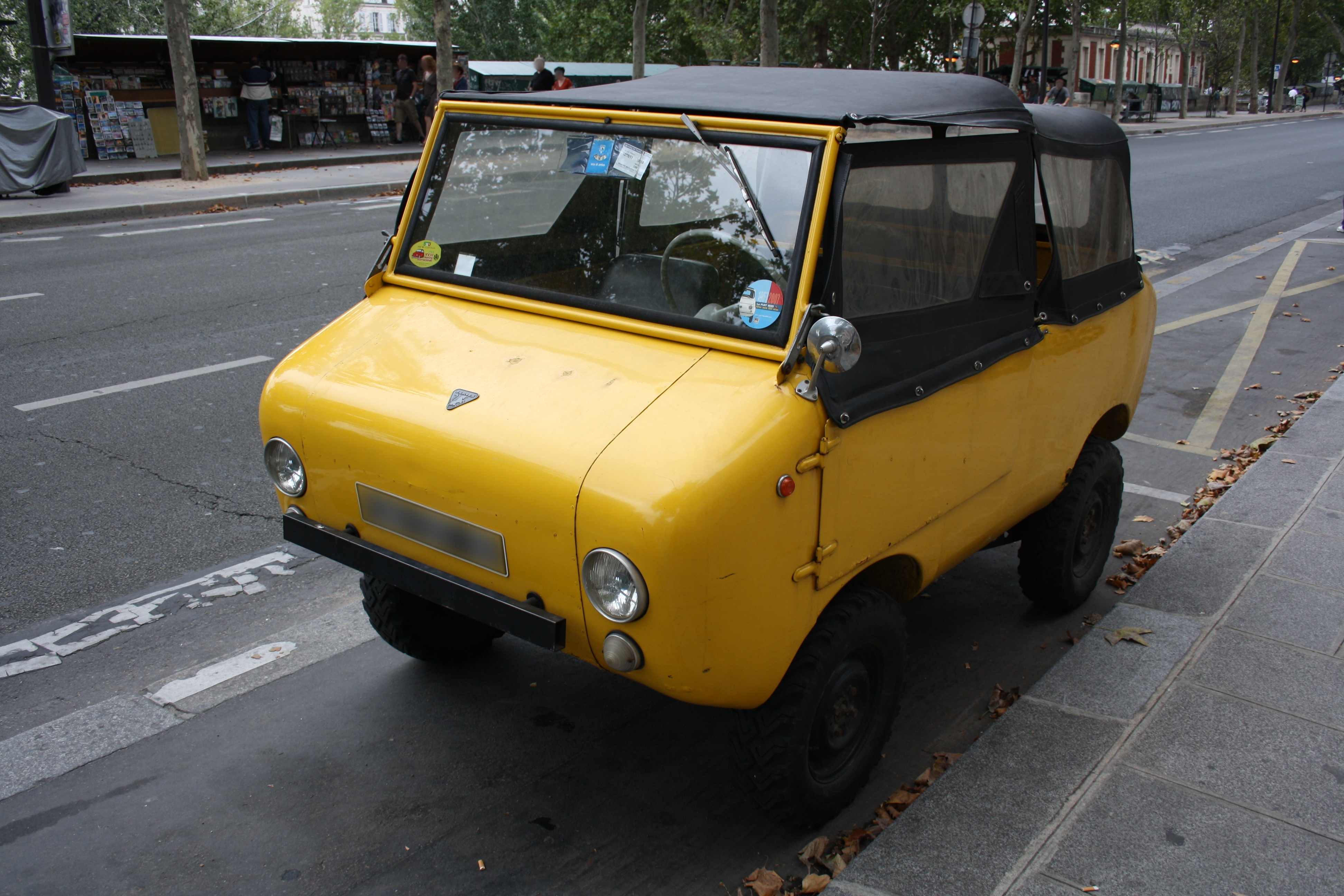
Ferves

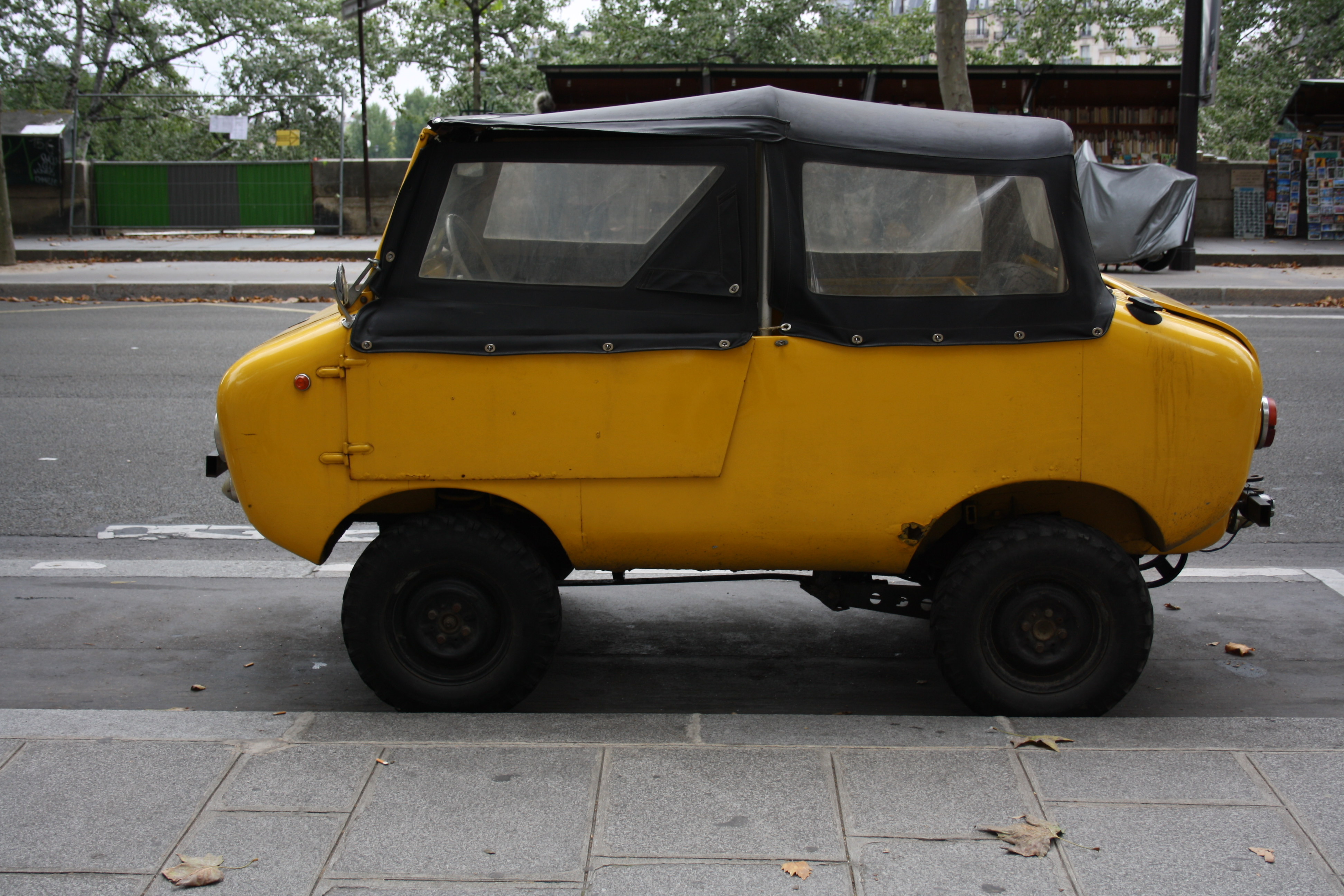
Ferves

Ferves Srl war ein italienischer Hersteller von Automobilen.

## Unternehmensgeschichte
Das Unternehmen aus Turin stellte auf dem Turiner Autosalon im Jahre 1966 erstmals ein Automobil aus. Die Serienfertigung lief bis 1971.

## Fahrzeuge
Das einzige Modell Ranger war ein besonders kleiner, allradgetriebener Geländewagen auf Basis des Fiat Nuova 500. Der Zweizylindermotor mit 18 PS Leistung war im Heck montiert. Das Vierganggetriebe vom Fiat 500 wurde um einen kurz untersetzten Geländegang erweitert. Die offene Karosserie bot Platz für vier Personen. Daneben gab es einen Pick-up.